# Zwitserland op de Olympische Winterspelen 1998
Tijdens de Olympische Winterspelen van 1998, die in Nagano (Japan) werden gehouden, nam Zwitserland voor de achttiende keer deel.

## Medailleoverzicht
| Sport          | Olympiër                                                                      | Discipline       | Medaille |
| -------------- | ----------------------------------------------------------------------------- | ---------------- | -------- |
| Curling        | Patrick Hürlimann Patrik Loertscher Daniel Müller Diego Perren Dominic Andres | mannen           | Goud     |
| Snowboarden    | Gian Simmen                                                                   | halfpipe (m)     | Goud     |
| Alpineskiën    | Didier Cuche                                                                  | super g (m)      | Zilver   |
| Bobsleeën      | Marcel Rohner Markus Nüssli Markus Wasser Beat Seitz                          | 4-mansbob (m)    | Zilver   |
| Alpineskiën    | Michael von Grünigen                                                          | reuzenslalom (m) | Brons    |
| Freestyleskiën | Colette Brand                                                                 | aerials (v)      | Brons    |
| Snowboarden    | Ueli Kestenholz                                                               | reuzenslalom (m) | Brons    |

## Deelnemers en resultaten
(m) = mannen, (v) = vrouwen 

### Alpineskiën
| Olympiër             | Discipline       | Resultaat | Prestatie                                                       |
| -------------------- | ---------------- | --------- | --------------------------------------------------------------- |
| Paul Accola          | super g (m)      | 18e       | 1.36,87 (+2,05)                                                 |
| Paul Accola          | reuzenslalom (m) | 7e        | 2.40,57 (+2,06) 1.21,31+1.19,26                                 |
| Paul Accola          | slalom (m)       | 18e       | 1.54,91 (+5,60) 57,56+57,35                                     |
| Paul Accola          | combinatie (m)   | dnf-s2    | opgave slalom run 2 slalom: — (49,39+dnf)                       |
| Marco Casanova       | slalom (m)       | dnf-1     | opgave run 1                                                    |
| Franco Cavegn        | afdaling (m)     | 14e       | 1.51,74 (+1,63)                                                 |
| Didier Cuche         | afdaling (m)     | 8e        | 1.50,91 (+0,80)                                                 |
| Didier Cuche         | super g (m)      | Zilver    | 1.35,43 (+0,61)                                                 |
| Jürg Grünenfelder    | afdaling (m)     | 4e        | 1.50,64 (+0,53)                                                 |
| Jürg Grünenfelder    | combinatie (m)   | dnf-s1    | opgave slalom run 1                                             |
| Michael von Grünigen | reuzenslalom (m) | Brons     | 2.39,69 (+1,18) 1.20,98+1.18,71                                 |
| Michael von Grünigen | slalom (m)       | 19e       | 1.54,96 (+5,65) 57,33+57,63                                     |
| Urs Kälin            | reuzenslalom (m) | 12e       | 2.41,17 (+2,66) 1.22,00+1.19,17                                 |
| Bruno Kernen         | afdaling (m)     | dnf       | opgave                                                          |
| Bruno Kernen         | super g (m)      | 11e       | 1.36,37 (+1,55)                                                 |
| Bruno Kernen         | combinatie (m)   | dnf-s1    | opgave slalom run 1                                             |
| Steve Locher         | super g (m)      | 14e       | 1.36,62 (+1,80)                                                 |
| Steve Locher         | reuzenslalom (m) | 6e        | 2.40,30 (+1,79) 1.21,98+1.18,32                                 |
| Didier Plaschy       | slalom (m)       | 12e       | 1.52,03 (+2,72) 56,67+55,36                                     |
|                      |                  |           |                                                                 |
| Martina Accola       | slalom (v)       | 7e        | 1.34,12 (+1,72) 46,37+47,75                                     |
| Catherine Borghi     | afdaling (v)     | 22e       | 1.31,45 (+1,56)                                                 |
| Catherine Borghi     | super g (v)      | 34e       | 1.20,69 (+2,67)                                                 |
| Catherine Borghi     | reuzenslalom (v) | 19e       | 2.58,42 (+7,83) 1.21,90+1.36,52                                 |
| Catherine Borghi     | combinatie (v)   | 10e       | 2.45,33 (+4,59) afdaling: 1.31,24 slalom: 1.14,09 (37,32+36,77) |
| Sonja Nef            | reuzenslalom (v) | dnf-1     | opgave run 1                                                    |
| Sonja Nef            | slalom (v)       | dnf-1     | opgave run 1                                                    |
| Corinne Rey-Bellet   | afdaling (v)     | 30e       | 1.32,92 (+3,03)                                                 |
| Corinne Rey-Bellet   | super g (v)      | 31e       | 1.20,31 (+2,29)                                                 |
| Karin Roten          | reuzenslalom (v) | 16e       | 2.56,96 (+6,37) 1.20,91+1.36,05                                 |
| Karin Roten          | slalom (v)       | dnf-2     | opgave run 2 46,64+dnf                                          |
| Heidi Zurbriggen     | afdaling (v)     | 12e       | 1.30,25 (+0,36)                                                 |
| Heidi Zurbriggen     | super g (v)      | 21e       | 1.19,22 (+1,20)                                                 |
| Heidi Zurbriggen     | reuzenslalom (v) | 6e        | 2.53,61 (+3,02) 1.20,31+1.33,30                                 |

### Biatlon
| Olympiër          | Discipline | Resultaat | Prestatie                                   |
| ----------------- | ---------- | --------- | ------------------------------------------- |
| Jean-Marc Chabloz | 10 km (m)  | dnf       | opgave                                      |
| Jean-Marc Chabloz | 20 km (m)  | 51e       | 1:03.41,0 (+7.24,6) pen.: 4 (1 + 1 + 1 + 1) |

### Bobsleeën
| Olympiër                                                     | Discipline                   | Resultaat | Prestatie                                       |
| ------------------------------------------------------------ | ---------------------------- | --------- | ----------------------------------------------- |
| Reto Götschi Guido Acklin                                    | 2-mansbob (m) Zwitserland I  | 6e        | 3.38,27 (+1,03) (54,71 / 54,77 / 54,44 / 54,35) |
| Christian Reich Cédric Grand                                 | 2-mansbob (m) Zwitserland II | 4e        | 3.38,15 (+0,91) (54,73 / 54,56 / 54,32 / 54,54) |
| Marcel Rohner Markus Nüssli Markus Wasser Beat Seitz         | 4-mansbob (m) Zwitserland I  | Zilver    | 2.40,01 (+0,60) (53,13 / 53,15 / 53,73)         |
| Christian Reich Steve Anderhub Thomas Handschin Cédric Grand | 4-mansbob (m) Zwitserland II | 7e        | 2.40,28 (+0,87) (52,88 / 53,47 / 53,93)         |

### Curling
| Olympiër                                                                      | Discipline | Resultaat | Prestatie |
| ----------------------------------------------------------------------------- | ---------- | --------- | --- |
| Patrick Hürlimann Patrik Loertscher Daniel Müller Diego Perren Dominic Andres | mannen     | Goud      | Groepsfase: 7- 4 Zwitserland - Duitsland 10- 4 Zwitserland - Groot-Brittannië 5- 3 Zwitserland - Japan 7- 2 Zwitserland - Verenigde Staten 3- 8 Zwitserland - Canada 4- 5 Zwitserland - Noorwegen 8- 2 Zwitserland - Zweden Halve finale: 8- 7 Zwitserland - Noorwegen Finale: 9- 3 Zwitserland - Canada |

### Freestyleskiën
| Olympiër         | Discipline  | Resultaat | Prestatie                           |
| ---------------- | ----------- | --------- | ----------------------------------- |
| Corinne Bodmer   | moguls (v)  | 20e       | dnq (kwalificatie: 19,93 p.)        |
| Colette Brand    | aerials (v) | Brons     | 171,83 p. (kwalificatie: 165,07 p.) |
| Michèle Rohrbach | aerials (v) | 11e       | 129,36 p. (kwalificatie: 161,76 p.) |
| Evelyne Leu      | aerials (v) | 15e       | dnq (kwalificatie: 148,72 p.)       |

### Kunstrijden
| Olympiër      | Discipline | Resultaat | Prestatie                               |
| ------------- | ---------- | --------- | --------------------------------------- |
| Patrick Meier | mannen     | 22e       | 33,0 p. (korte kür: 22 - lange kür: 22) |

### Langlaufen
| Olympiër                                                              | Discipline                    | Resultaat | Prestatie                                           |
| --------------------------------------------------------------------- | ----------------------------- | --------- | --------------------------------------------------- |
| Wilhelm Aschwanden                                                    | 10 km klassiek (m)            | 63e       | 31.10,5 (+3.46,0)                                   |
| Wilhelm Aschwanden                                                    | 50 km vrije stijl (m)         | 22e       | 2:14.18,0 (+9.09,8)                                 |
| Wilhelm Aschwanden                                                    | achtervolging 10 km+15 km (m) | 49e       | +5.55,1 (10 km:31.10 + 15 km:41.46,8)               |
| Reto Burgermeister                                                    | 50 km vrije stijl (m)         | 49e       | 2:22.28,3 (+17.20,1)                                |
| Beat Koch                                                             | 10 km klassiek (m)            | 17e       | 28.49,6 (+1.25,1)                                   |
| Beat Koch                                                             | 30 km klassiek (m)            | 53e       | 1:46.38,3 (+12.42,5)                                |
| Beat Koch                                                             | achtervolging 10 km+15 km (m) | dns       | niet gestart 15 km (10 km:28.49 + 15 km:dns)        |
| Patrick Mächler                                                       | 10 km klassiek (m)            | dnf       | opgave                                              |
| Patrick Mächler                                                       | achtervolging 10 km+15 km (m) | dnf       | opgave 10 km                                        |
| Jeremias Wigger                                                       | 10 km klassiek (m)            | 49e       | 30.33,4 (+3.08,9)                                   |
| Jeremias Wigger                                                       | 30 km klassiek (m)            | 16e       | 1:39.46,4 (+5.50,6)                                 |
| Jeremias Wigger                                                       | 50 km vrije stijl (m)         | 18e       | 2:13.50,5 (+8.42,3)                                 |
| Jeremias Wigger                                                       | achtervolging 10 km+15 km (m) | dns       | niet gestart 15 km (10 km:30.33 + 15 km:dns)        |
| Team Jeremias Wigger Beat Koch Reto Burgermeister Wilhelm Aschwanden  | 4x10 km estafette (m)         | 6e        | 1:42.49,2 (+1.53,5) 26.20,8 26.12,0 25.31,8 24.44,6 |
|                                                                       |                               |           |                                                     |
| Brigitte Albrecht                                                     | 5 km klassiek (v)             | 10e       | 18.16,5 (+38,6)                                     |
| Brigitte Albrecht                                                     | 30 km vrije stijl (v)         | 7e        | 1:25.15,0 (+3.13,5)                                 |
| Brigitte Albrecht                                                     | achtervolging 5 km+10 km (v)  | 10e       | +1.04,9 (5 km:18.16 + 10 km:28.55,8)                |
| Sylvia Honegger                                                       | 5 km klassiek (v)             | 14e       | 18.29,6 (+51,7)                                     |
| Sylvia Honegger                                                       | 15 km klassiek (v)            | 22e       | 50.31,9 (+3.36,5)                                   |
| Sylvia Honegger                                                       | achtervolging 5 km+10 km (v)  | 22e       | +2.14,4 (5 km:18.29 + 10 km:29.52,3)                |
| Andrea Huber                                                          | 5 km klassiek (v)             | 45e       | 19.27,6 (+1.49,7)                                   |
| Andrea Huber                                                          | achtervolging 5 km+10 km (v)  | dns       | niet gestart 10 km (5 km:19.27 + 10 km:dns)         |
| Natascia Leonardi                                                     | 30 km vrije stijl (v)         | 24e       | 1:30.31,8 (+8.30,3)                                 |
| Andrea Senteler                                                       | 5 km klassiek (v)             | 62e       | 20.07,5 (+2.29,6)                                   |
| Andrea Senteler                                                       | achtervolging 5 km+10 km (v)  | dns       | niet gestart 10 km (5 km:20.07 + 10 km:dns)         |
| Team Sylvia Honegger Andrea Huber Brigitte Albrecht Natascia Leonardi | 4x5 km estafette (v)          | 4e        | 56.55,2 (+1.41,7) 14.41,2 14.43,6 13.39,8 13.50,6   |

### Noordse combinatie
| Olympiër                                                     | Discipline      | Resultaat | Prestatie |
| ------------------------------------------------------------ | --------------- | --------- | --- |
| Jean-Yves Cuendet                                            | individueel (m) | 17e       | +3.13,5 — schans: 206,0 p — 15 km: 41.04,6 |
| Urs Kunz                                                     | individueel (m) | 18e       | +3.32,1 — schans: 196,0 p — 15 km: 40.23,2 |
| Marco Zarucchi                                               | individueel (m) | 25e       | +4.16,8 — schans: 185,5 p — 15 km: 40.04,9 |
| Andy Hartmann                                                | individueel (m) | 28e       | +4.57,4 — schans: 193,0 p — 15 km: 41.30,5 |
| Team Marco Zarucchi Andy Hartmann Jean-Yves Cuendet Urs Kunz | team (m)        | 7e        | +2.30,1 — schans: 797,0 p — 20 km: 53.40,6 schans: 189,0 p — 5 km: 13.33,6 schans: 230,5 p — 5 km: 13.33,3 schans: 193,5 p — 5 km: 13.41,8 schans: 184,0 p — 5 km: 12.51,9 |

### Rodelen
| Olympiër   | Discipline | Resultaat | Prestatie                                             |
| ---------- | ---------- | --------- | ----------------------------------------------------- |
| Reto Gilly | mannen     | 22e       | 3.23,352 (+4,916) (50,594 / 50,646 / 51,485 / 50,627) |

### Schaatsen
| Olympiër            | Discipline | Resultaat | Prestatie        |
| ------------------- | ---------- | --------- | ---------------- |
| Martin Feigenwinter | 5000 m (m) | 21e       | 6.47,08 (+24,88) |

### Schansspringen
| Olympiër                                                          | Discipline                     | Resultaat | Prestatie |
| ----------------------------------------------------------------- | ------------------------------ | --------- | --- |
| Simon Ammann                                                      | normale schans individueel (m) | 35e       | 83,5 punten 83,5 p. (75,0 m) + niet geplaatst voor tweede ronde |
| Simon Ammann                                                      | grote schans individueel (m)   | 39e       | 89,3 punten 89,3 p. (106,0 m) + niet geplaatst voor tweede ronde |
| Sylvain Freiholz                                                  | normale schans individueel (m) | 29e       | 182,0 punten 86,0 p. (76,0 m) + 96,0 p. (80,5 m) |
| Sylvain Freiholz                                                  | grote schans individueel (m)   | 41e       | 88,8 punten 88,8 p. (106,0 m) + niet geplaatst voor tweede ronde |
| Bruno Reuteler                                                    | normale schans individueel (m) | 18e       | 200,0 punten 96,5 p. (81,0 m) + 103,5 p. (84,0 m) |
| Bruno Reuteler                                                    | grote schans individueel (m)   | 19e       | 222,3 punten 105,9 p. (115,5 m) + 116,4 p. (120,5 m) |
| Marco Steinauer                                                   | normale schans individueel (m) | 56e       | 63,5 punten 63,5 p. (66,0 m) + niet geplaatst voor tweede ronde |
| Marco Steinauer                                                   | grote schans individueel (m)   | 33e       | 93,9 punten 93,9 p. (108,0 m) + niet geplaatst voor tweede ronde |
| Team Sylvain Freiholz Marco Steinauer Simon Ammann Bruno Reuteler | grote schans team (m)          | 6e        | 735,0 punten 103,9 p. (113,0 m) + 107,2 p. (116,5 m) 93,5 p. (107,5 m) + 81,9 p. (103,0 m) 40,7 p. (81,5 m) + 77,0 p. (100,0 m) 107,5 p. (115,0 m) + 123,3 p. (123,5 m) |

### Snowboarden
| Olympiër              | Discipline       | Resultaat | Prestatie                            |
| --------------------- | ---------------- | --------- | ------------------------------------ |
| Gian Simmen           | halfpipe (m)     | Goud      | 85,2 p. kwal. 1: 34,0 kwal. 2:39,8 q |
| Fabien Rohrer         | halfpipe (m)     | 4e        | 78,7 p. kwal. 1: 38,5 q              |
| Bertrand Denervaud    | halfpipe (m)     | 27e       | dnq kwal. 1: 37,8 kwal. 2:35,3       |
| Patrik Hasler         | halfpipe (m)     | 32e       | dnq kwal. 1: 32,6 kwal. 2:32,1       |
| Ueli Kestenholz       | reuzenslalom (m) | Brons     | 2.04,08 (+0,12) 1.00,20+1.03,88      |
| André Grütter         | reuzenslalom (m) | dq-1      | diskwalificatie run 1                |
| Gilles Jaquet         | reuzenslalom (m) | dq-1      | diskwalificatie run 1                |
| Fadri Mosca           | reuzenslalom (m) | dq-1      | diskwalificatie run 1                |
| Anita Schwaller       | halfpipe (v)     | 11e       | dnq kwal. 1: 32,0 kwal. 2:32,2       |
| Cécile Plancherel     | reuzenslalom (v) | 11e       | 2.24,07 (+6,73) 1.15,84+1.08,23      |
| Renate Keller         | reuzenslalom (v) | 18e       | 2.31,80 (+14,46) 1.19,48+1.12,32     |
| Steffi von Siebenthal | reuzenslalom (v) | 24e       | niet gestart run 2 1.21,93+dns       |

Amerikaanse Maagdeneilanden · Andorra · Argentinië · Armenië · Australië · Azerbeidzjan · België · Bermuda · Bosnië en Herzegovina · Brazilië · Bulgarije · Canada · Chili · China · Chinees Taipei · Cyprus · Denemarken · Duitsland · Estland · Finland · Frankrijk · Georgië · Griekenland · Groot-Brittannië · Hongarije · Ierland · IJsland · India · Iran · Israël · Italië · Jamaica · Japan · Joegoslavië · Kazachstan · Kenia · Kirgizië · Kroatië · Letland · Liechtenstein · Litouwen · Luxemburg · Macedonië · Moldavië · Monaco · Mongolië · Nederland · Nieuw-Zeeland · Noord-Korea · Noorwegen · Oekraïne · Oezbekistan · Oostenrijk · Polen · Portugal · Puerto Rico · Roemenië · Rusland · Slovenië · Slowakije · Spanje · Trinidad en Tobago · Tsjechië · Turkije · Uruguay · Venezuela · Verenigde Staten · Wit-Rusland · Zuid-Afrika · Zuid-Korea · Zweden · Zwitserland